# Olta
Olta  es la ciudad argentina cabecera del departamento General Belgrano, en el centro oriental de la provincia de La Rioja, Argentina. Se caracteriza por su intensa actividad agrícola y por el importante desarrollo de su industria turística. Se lo conoce como el "Oasis de los Llanos Riojanos". 
Se encuentra en las nacientes de la sierra de los Llanos en un bolsón de clima árido con veranos muy calurosos e inviernos benignos. Se encuentra a 170 km al sudeste de la capital provincial La Rioja por RN 38.

## Toponimia
En el extinto idioma cacán, hablado por la etnia diaguita, "Olta" significa "hoyo" o "pozo". En antiguos documentos figura como "Holta" (con "H"), que significa "pueblo entre lomas".

## Población
Cuenta con 7,649 habitantes (Indec, 2022), lo que representa un incremento del 68% frente a los 4,547 habitantes (Indec, 2010) del censo anterior.
| Gráfica de evolución demográfica de Olta entre 1960 y 2022 |
|                                                            |
| Fuente: Censos nacionales del INDEC                        |

## Historia

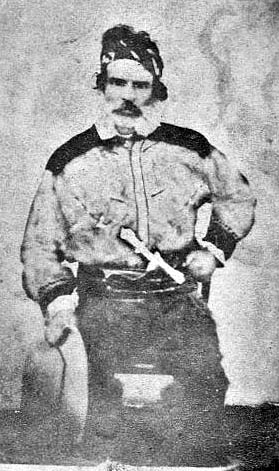
Daguerrotipo de Ángel "El Chacho" Peñaloza.

Aquí existía una antigua aldea indígena perteneciente a la etnia diaguita.
En 1589 llegaron a la comarca los primeros conquistadores españoles.
Se toma como fecha de fundación de Olta el 6 de septiembre de 1589, cuando se le hace entrega de las escrituras de la zona al cacique Chantán. Este acto se realizó en la Quebrada de Olta.

## Turismo

### Servicios
- Alojamiento hoteleros, hospedaje; estaciones de servicios; bancos y cajeros automáticos; restaurantes; internet; telefonía; supermercados; transportes.
- Empresas de Turismo con transporte de combis, ómnibus, automóvil todocamino, mountain bikes, cabalgatas y guías habilitados.

### Dique de Olta
Es un embalse de agua para riego y para actividades deportivas y recreativas. Es una de las atracciones turísticas más relevantes en el departamento.

### Gastronomía
Chivito asado,  empanadillas criollas (de la variedad local), pan casero y vinos;  dulces, nueces de la zona y el ancestral patay. Se pueden visitar casas de familia,  conociendo sobre la cultura local.

### Caminito

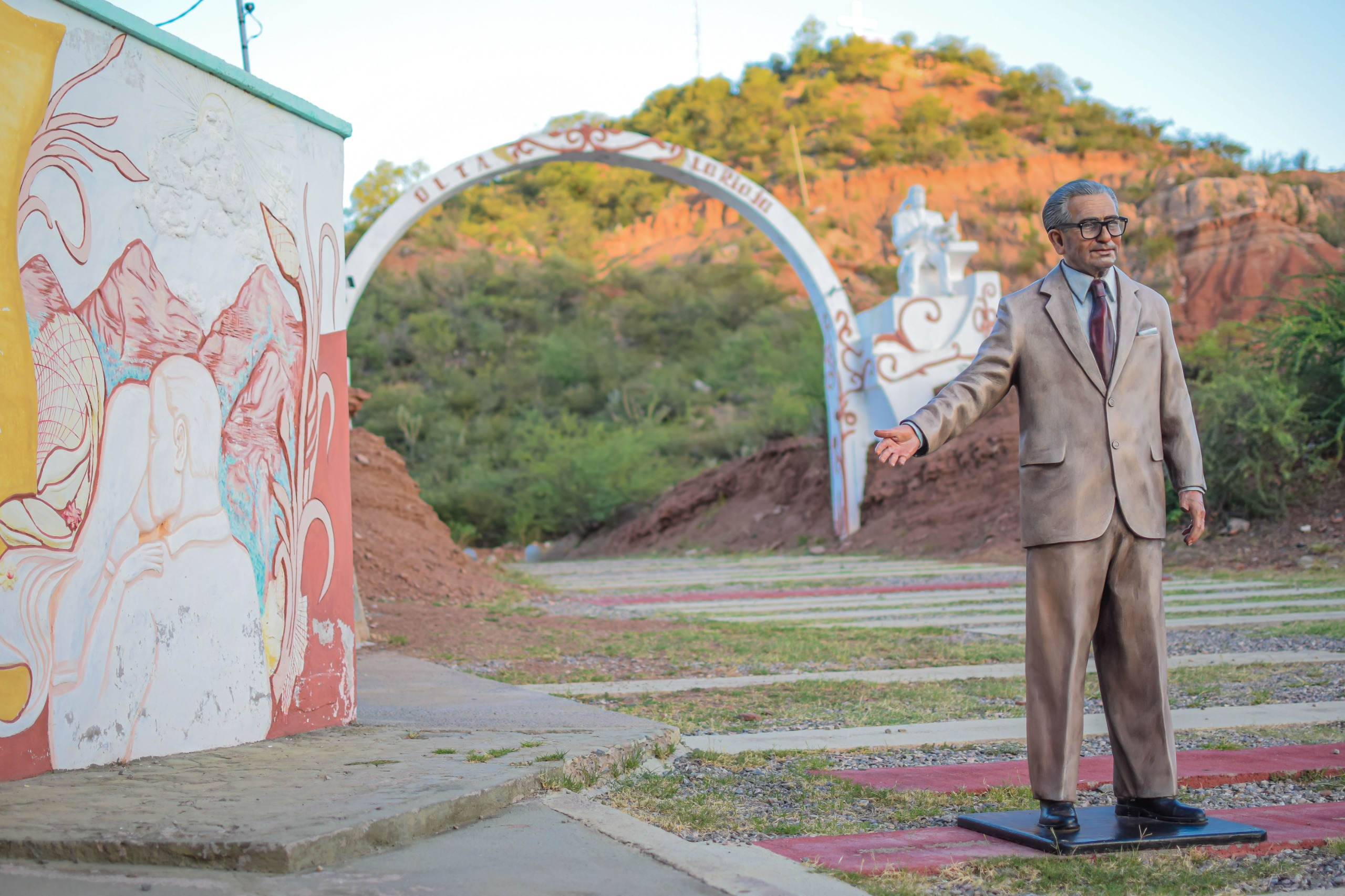
CAMINITO

En Olta se encuentra el "Caminito" al que se refiere la letra del famoso tango de Gabino Coria Peñaloza (su madre era nacida en Olta), y Juan de Dios Filiberto. Si bien la música de la canción, le fue inspirada a Filiberto por el conocido pasaje de La Boca, en Buenos Aires, la letra le fue inspirada a Coria Peñaloza en 1903, por el sendero que debía transitar desde su alojamiento circunstancial hasta la casa de María, una joven profesora de música del lugar, de la que el poeta se había enamorado, y que para evitar el escándalo, fue enviada por sus familiares a otro lugar para interrumpir la relación.
Caminito que entonces estabas
bordado de trébol y juncos en flor...
El Caminito de Coria Peñaloza, era un sendero rural de 2 kilómetros que partía del pueblo de Olta hasta el pueblo de Loma Blanca y que era parte de una huella ancestral que unía el pueblo de Los Talas en Catamarca, con Loma Blanca. El sendero seguía la siguiente ruta:
- El actual dique de Olta
- La Loma Vaya
- Descenso por la cuesta Colorada hasta el río del Vallecito y el río de Olta
- Ascenso por la actual calle Castro Barros
- Cruce de la plaza de Olta por el flanco derecho
- Bordeaba el canal, antiguamente una acequia, hasta la Loma de la Cruz.[3]

A lo largo de este recorrido se encuentran varios monumentos que recuerdan a Gabino Coria Peñaloza y su famosa canción.

## Parroquias de la Iglesia católica en Olta

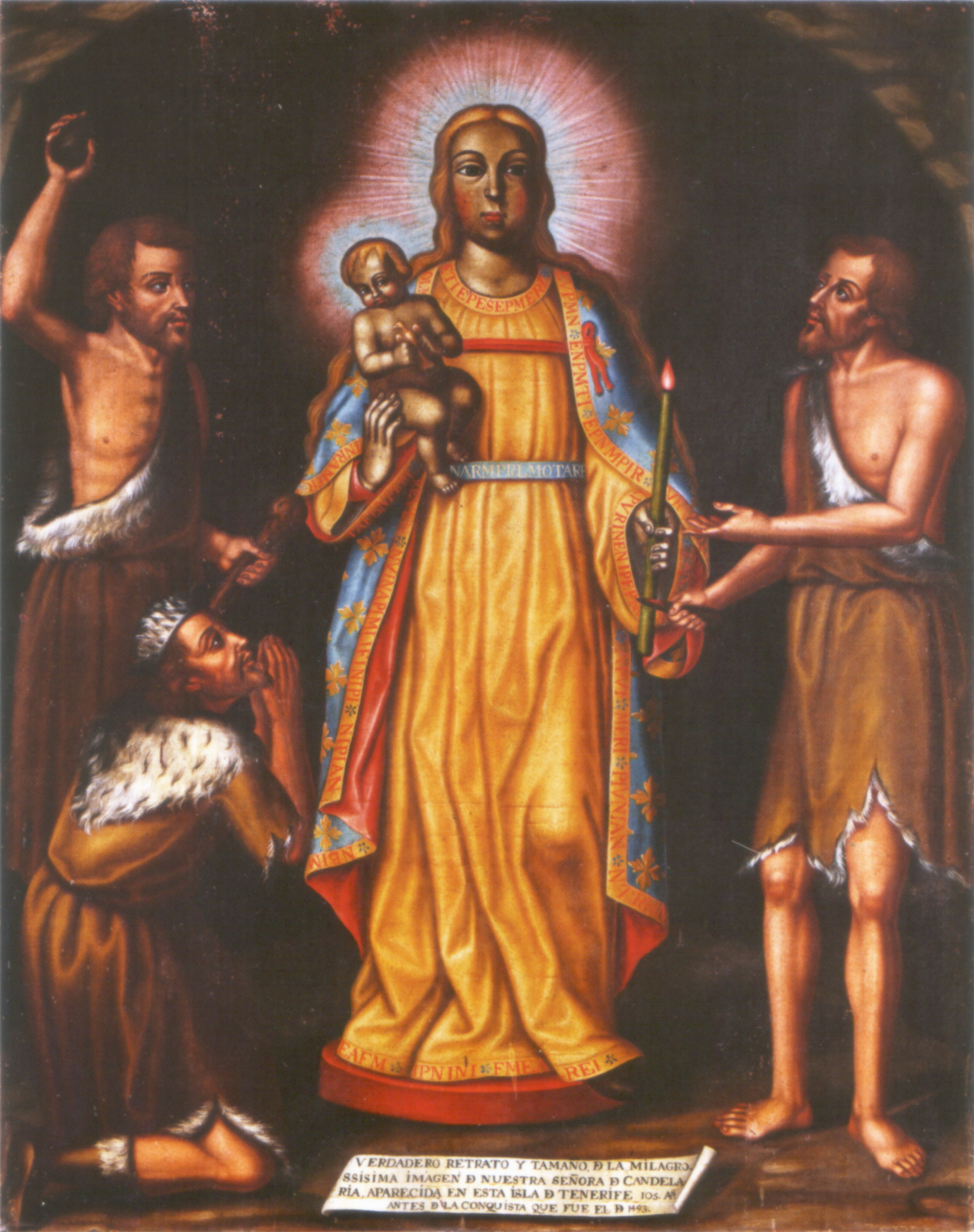
La Virgen de la Candelaria es la santa patrona de esta comunidad riojana.

| Diócesis  | La Rioja                        |
| --------- | ------------------------------- |
| Parroquia | Nuestra Señora de la Candelaria |

## Sismicidad
La sismicidad de la región de La Rioja es frecuente y de intensidad baja, y un silencio sísmico de terremotos medios a graves cada 30 años en áreas aleatorias.

## Postales

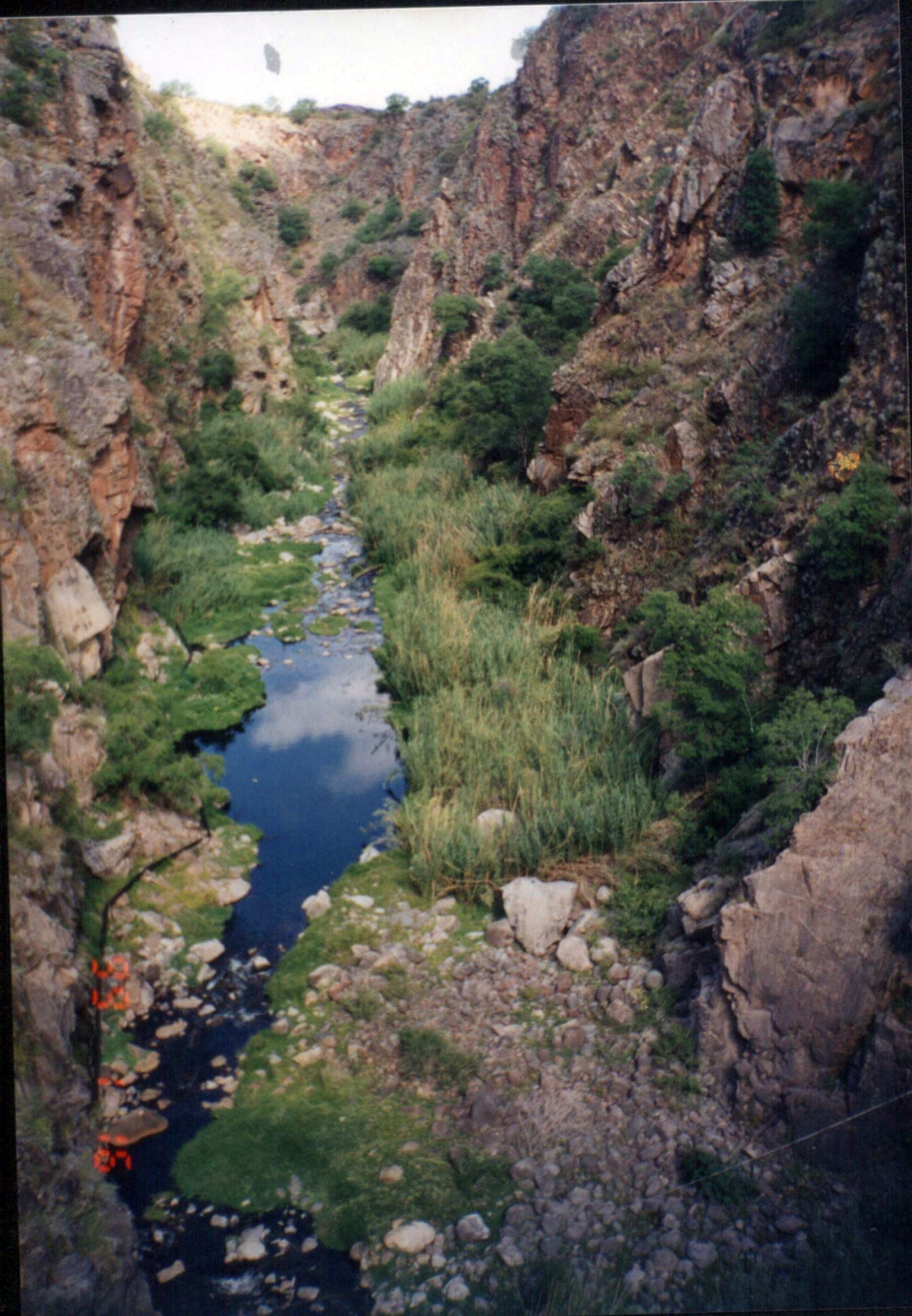
Quebrada de Olta, vista desde el embalse
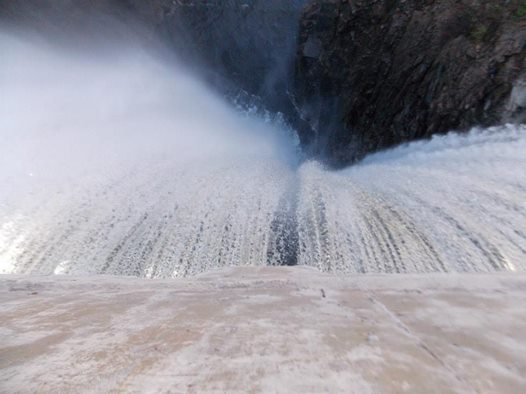
Dique ("murallón") del lago artificial localizado en las afueras de Olta.
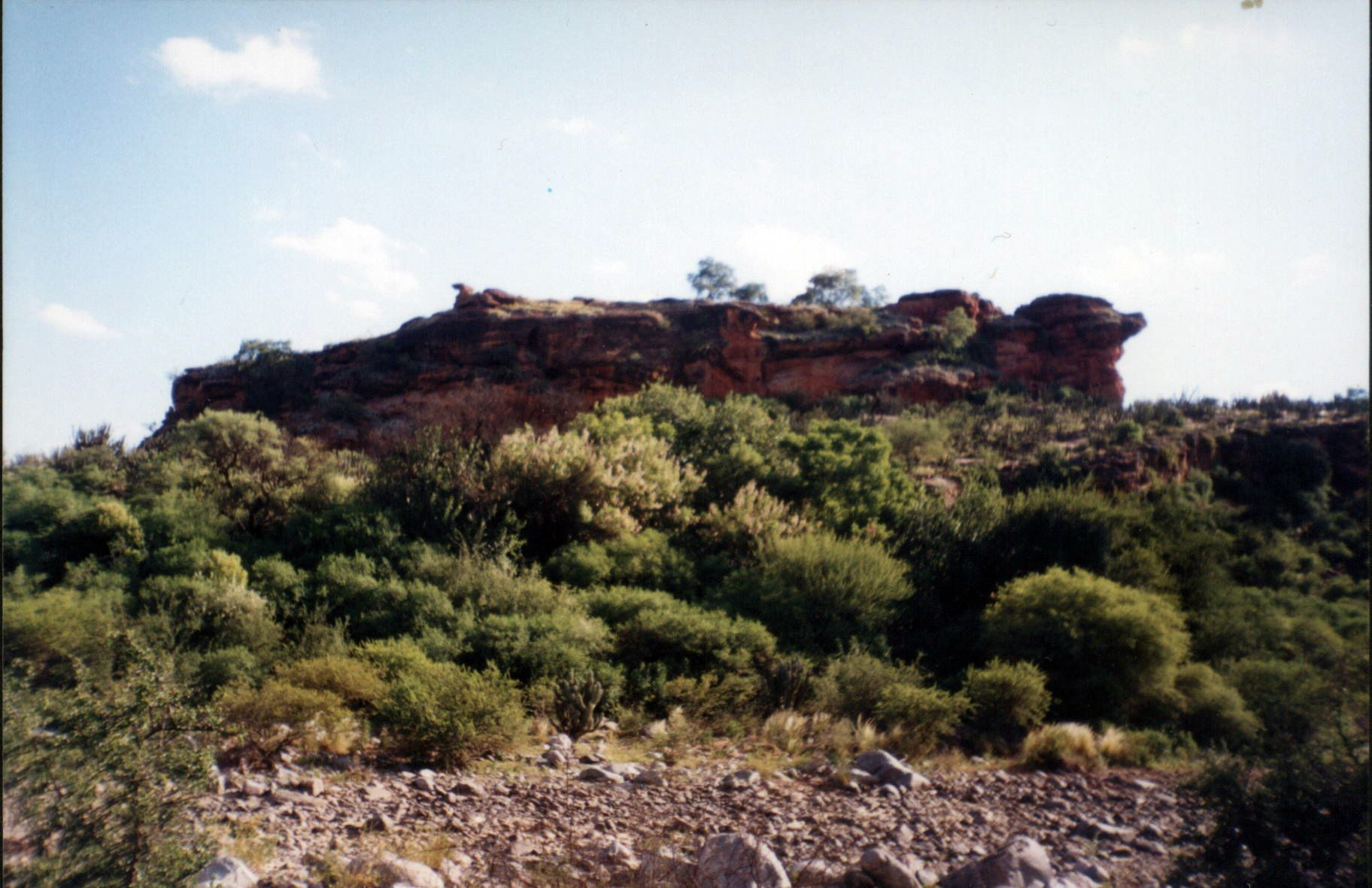
Piedra colorada, a orillas del Río Olta.
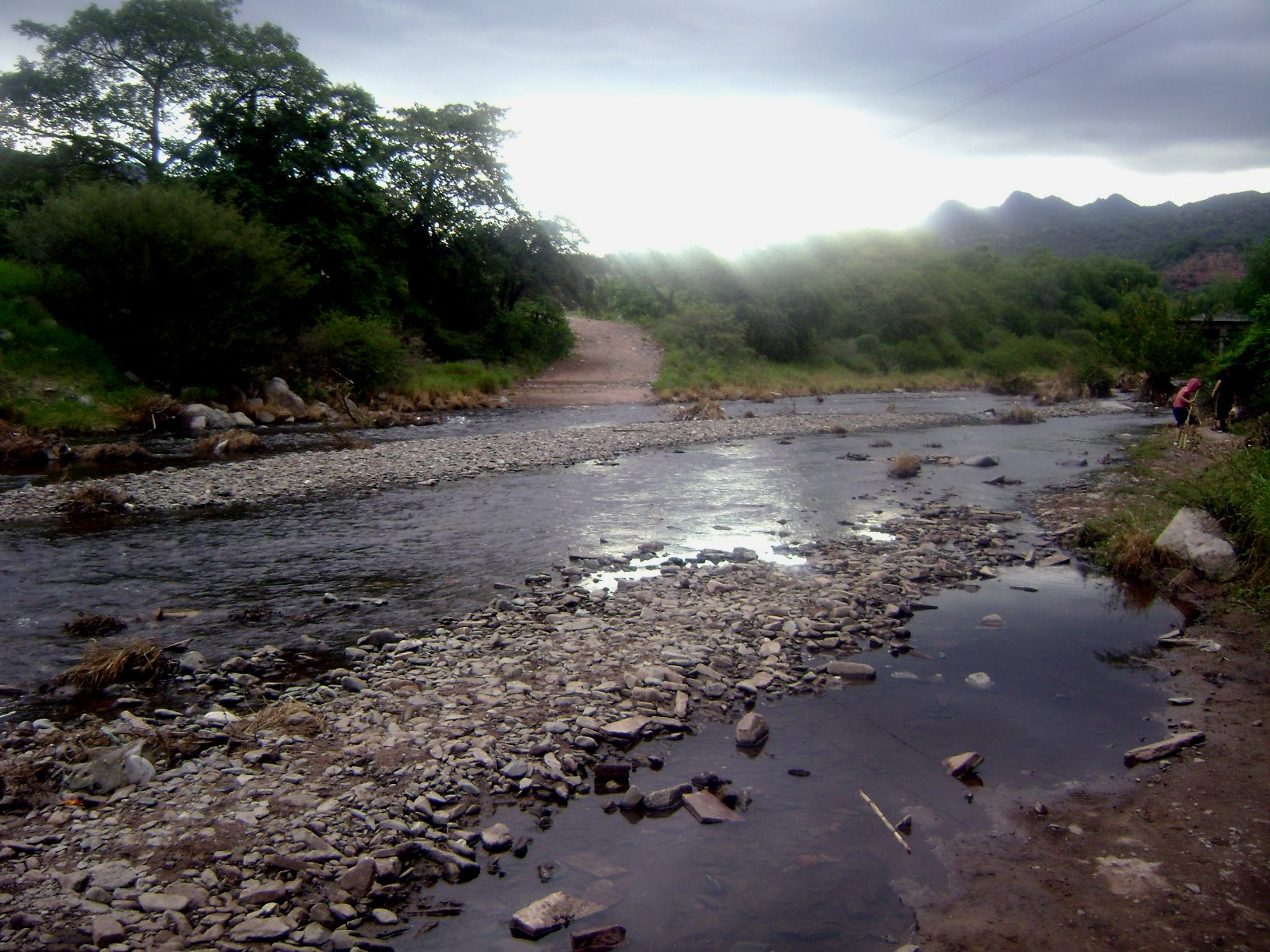
El río Olta.
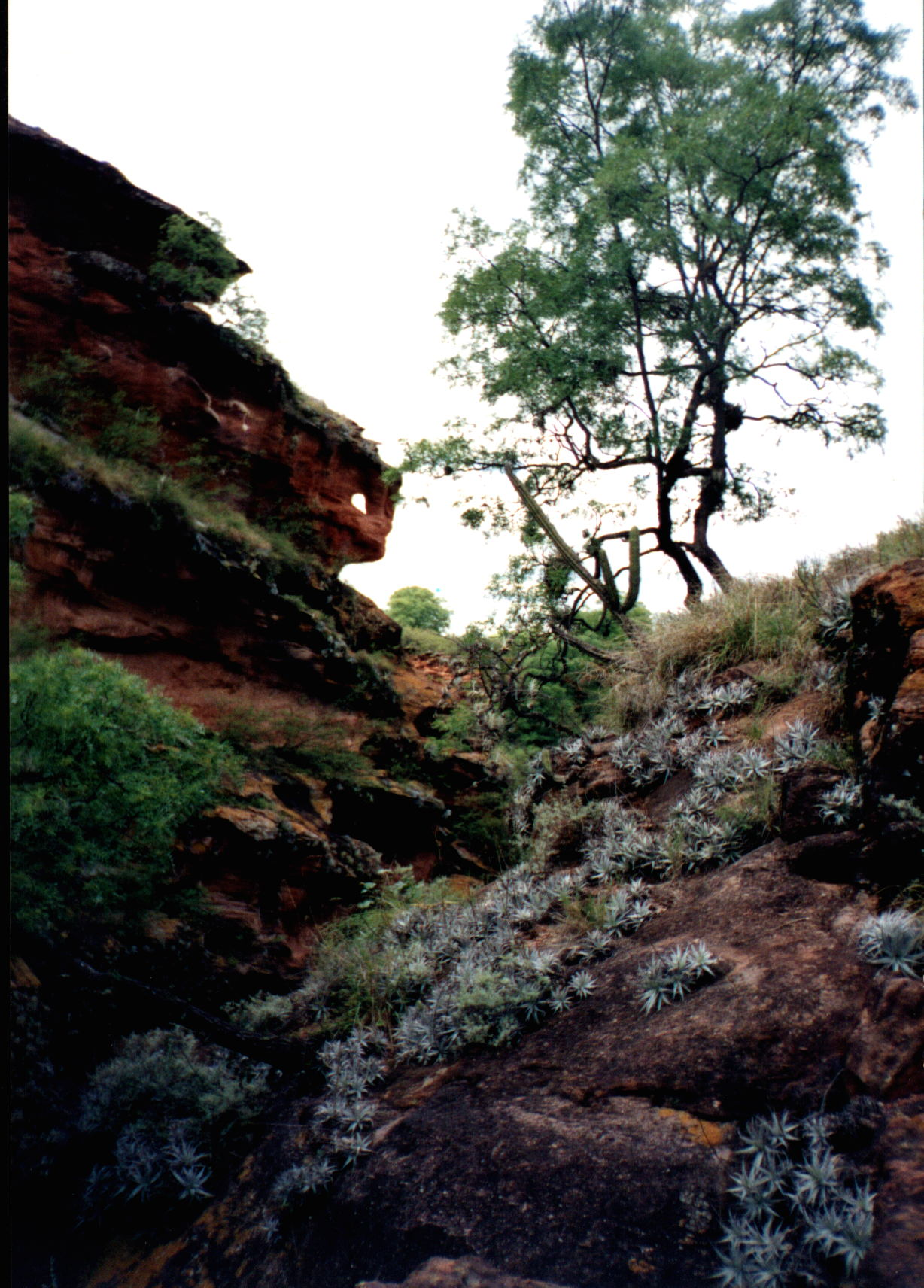
Cañón del Ojo del Lagarto.
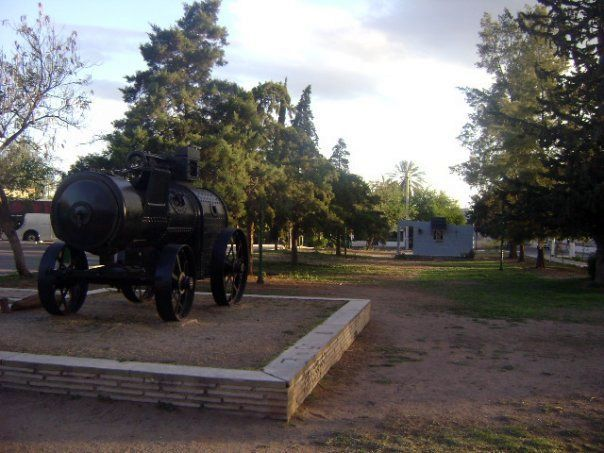
Este antiguo locomóvil se exhibe en una plazoleta situada junto a la terminal de ómnibus. Su potente motor a vapor fue usado para extracción del agua subterránea.
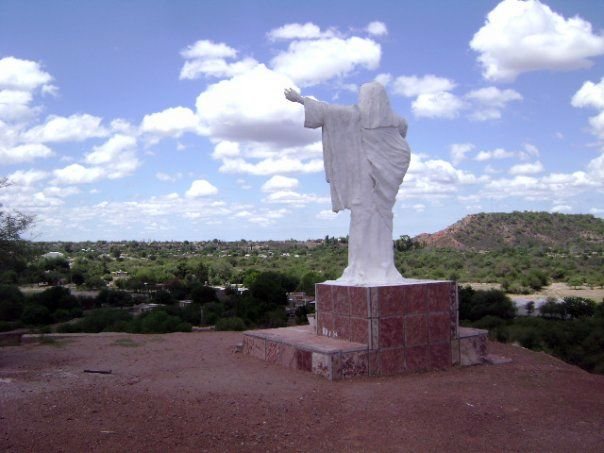
Cristo de los Llanos
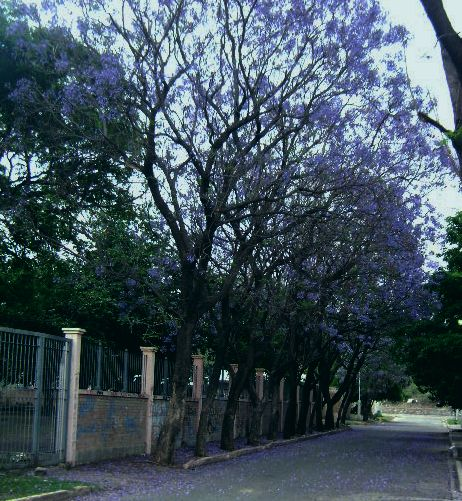
Jacarandás (especie Jacaranda mimosifolia) florecidos en calle Avellaneda durante la primavera olteña.
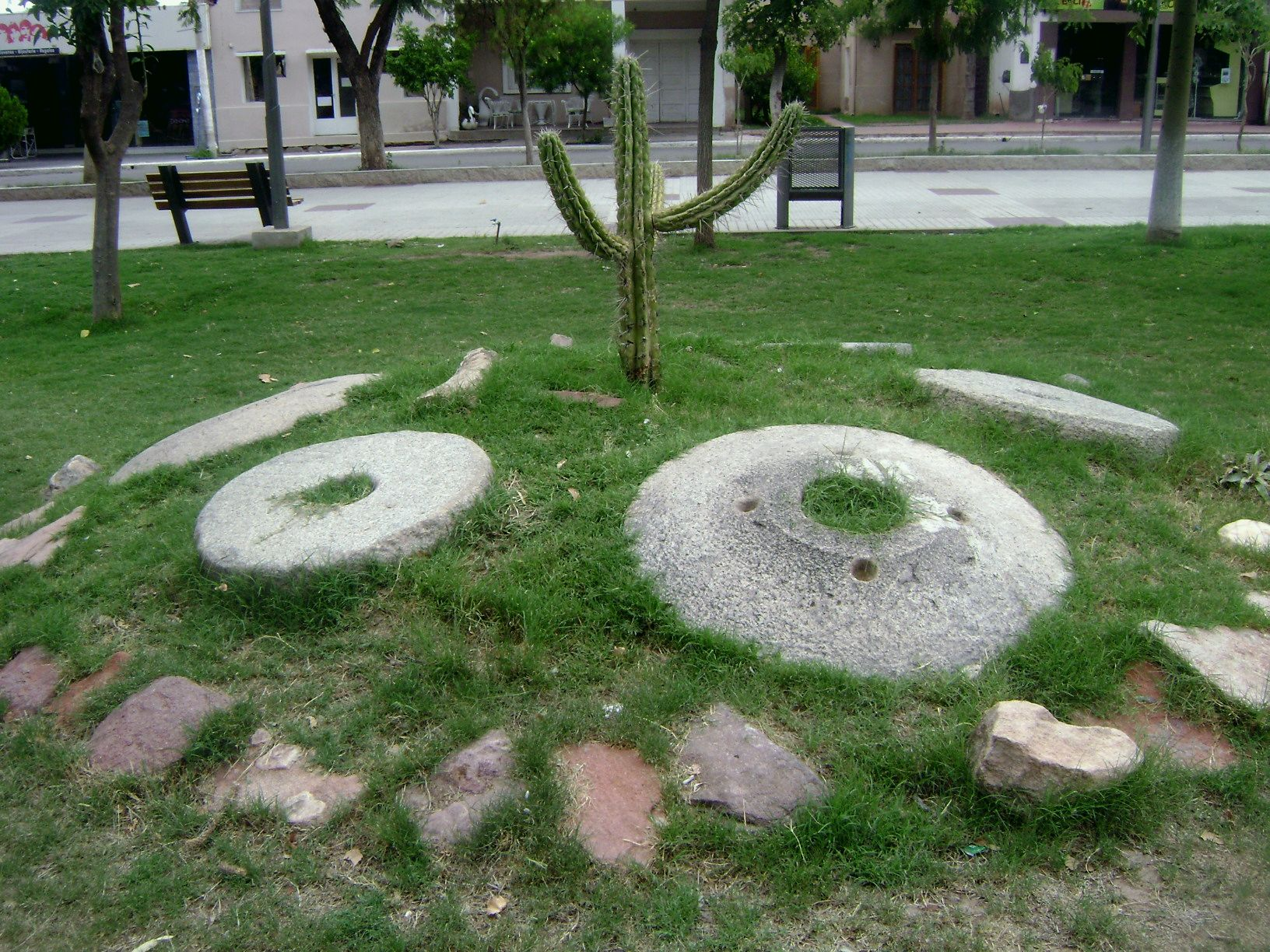
Ruedas de piedra pertenecientes a ancestrales molinos de maíz.
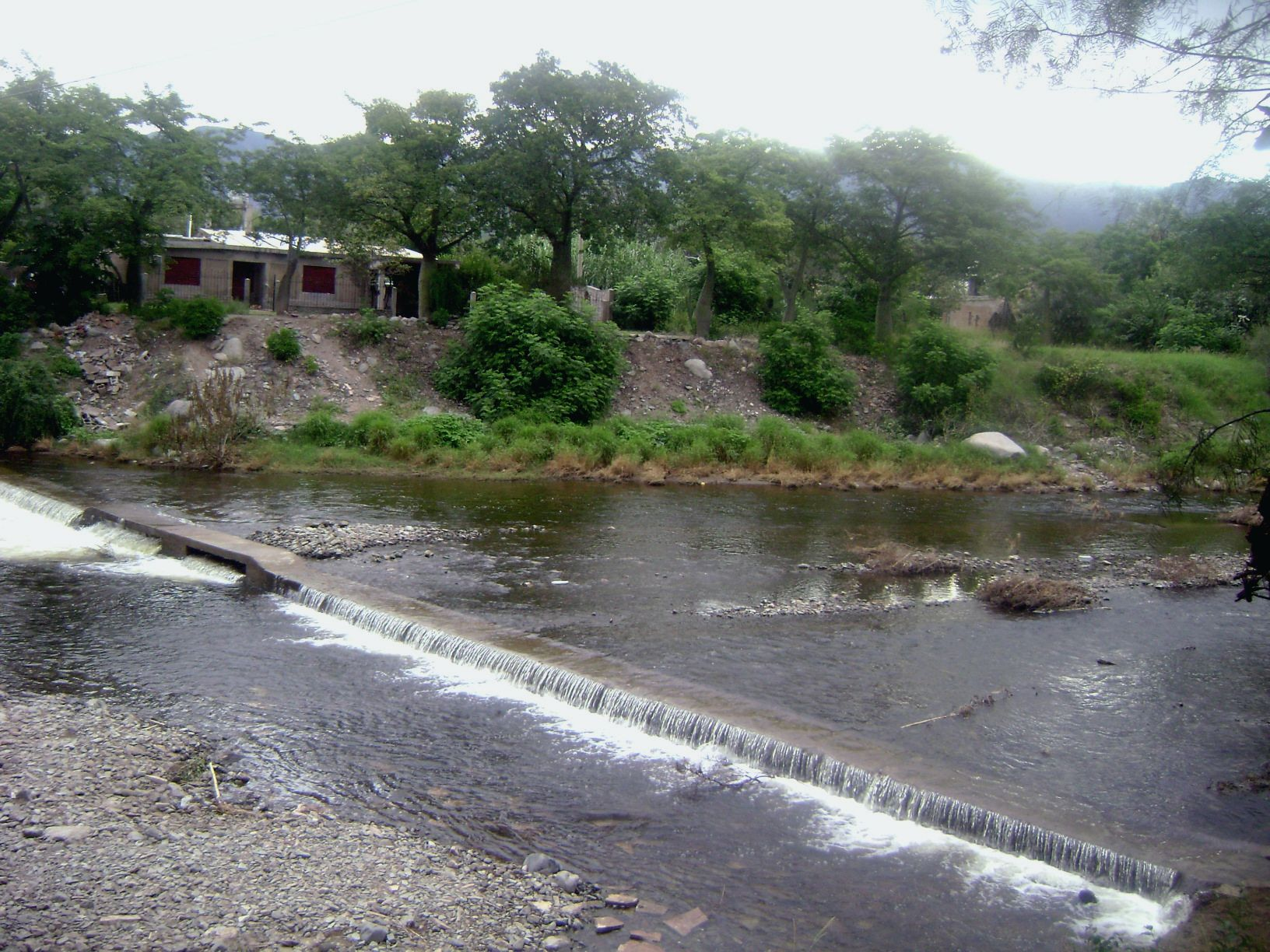
A una cuadra de Plaza Federal.
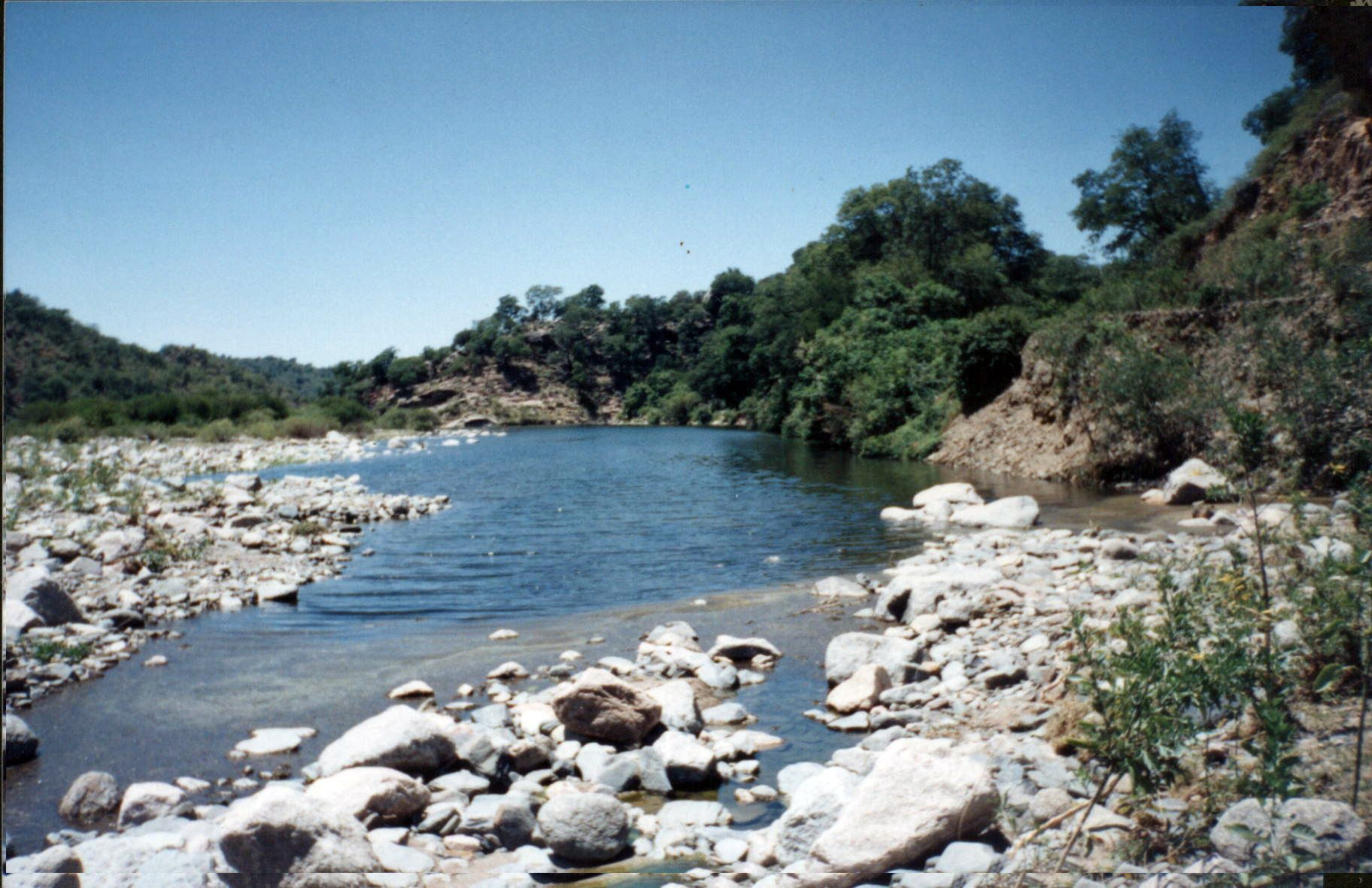
Río Olta, antes del embalse.
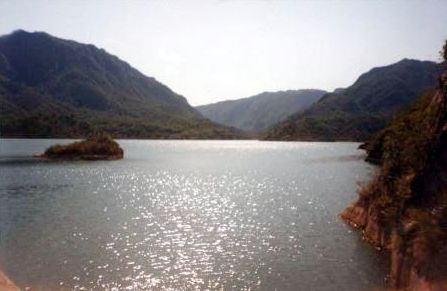
Lago artificial de Olta.